# Dieselverkstaden

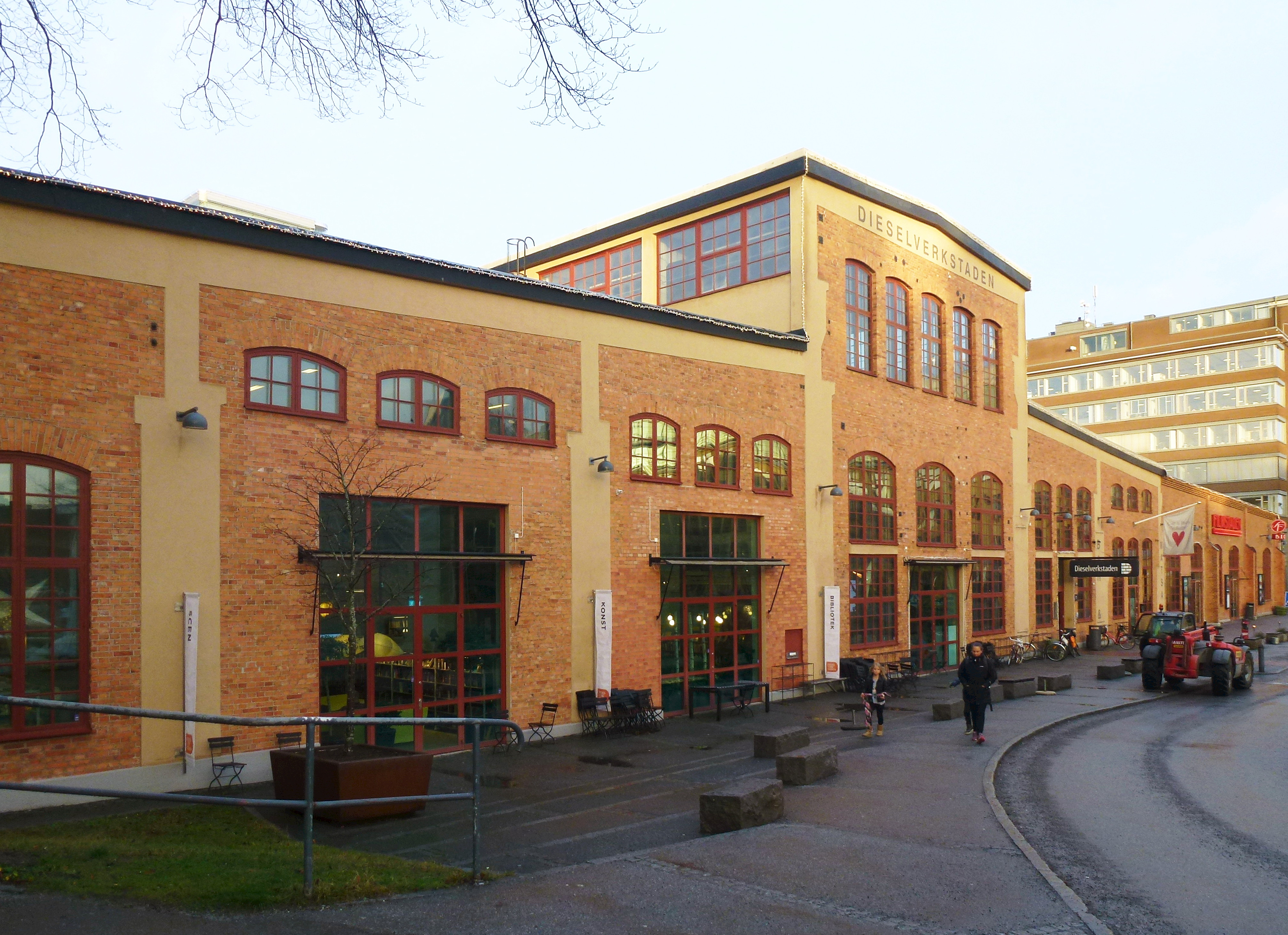
Dieselverkstaden, fasad mot Marcusplatsen, 2014

Dieselverkstaden (ursprungligen kallad Sammansättningshallen) är en äldre industribyggnad belägen mellan Marcusplatsen och Järnvägssgatan i anslutning till Sickla Köpkvarter i Sickla, Nacka kommun. I byggnaden, där företaget Atlas Diesel tillverkade dieselmotorer fram till 1951, finns sedan år 2002 kulturell verksamhet med bland annat Kulturhuset Dieselverkstaden (fd Nacka Kulturcentrum), Dieselverkstadens bibliotek, Klätterverket, Bistro Voltaire och Filmstaden Sickla. Dieselverkstaden har av kommunen klassats som "mycket värdefull".

## Historik
Området där Dieselverkstaden idag ligger tillhörde historiskt godset Stora Sickla. Mot slutet av 1800-talet var Stockholmstraktens storjordbruksepok över, så även för Stora Sickla gård. Marken såldes för exploatering och 1892 hade Sicklas lantegendomar förvärvats av Wallenbergägda järnvägsaktiebolaget Stockholm-Saltsjön. Avsikten var att stimulera etablering av industrier i området, som i sin tur genom godstransporter skulle öka järnvägens lönsamhet. Så blev det också och bland dem som slog sig ner här var AB Diesels Motorer (senare namn Atlas Diesel och Atlas Copco). Företaget anlade 1898 sin första verkstadshall strax norr om Sickla gård efter att Rudolf Diesels svenska patent hade inköpts. Med hjälp av ett stickspår fick fabriken kontakt med hela det europeiska järnvägsnätet. Motorerna, huvudsakligen fartygsdieslar, kunde lastas på järnvägsvagnar inne i fabriken.

## A- och B-hallen

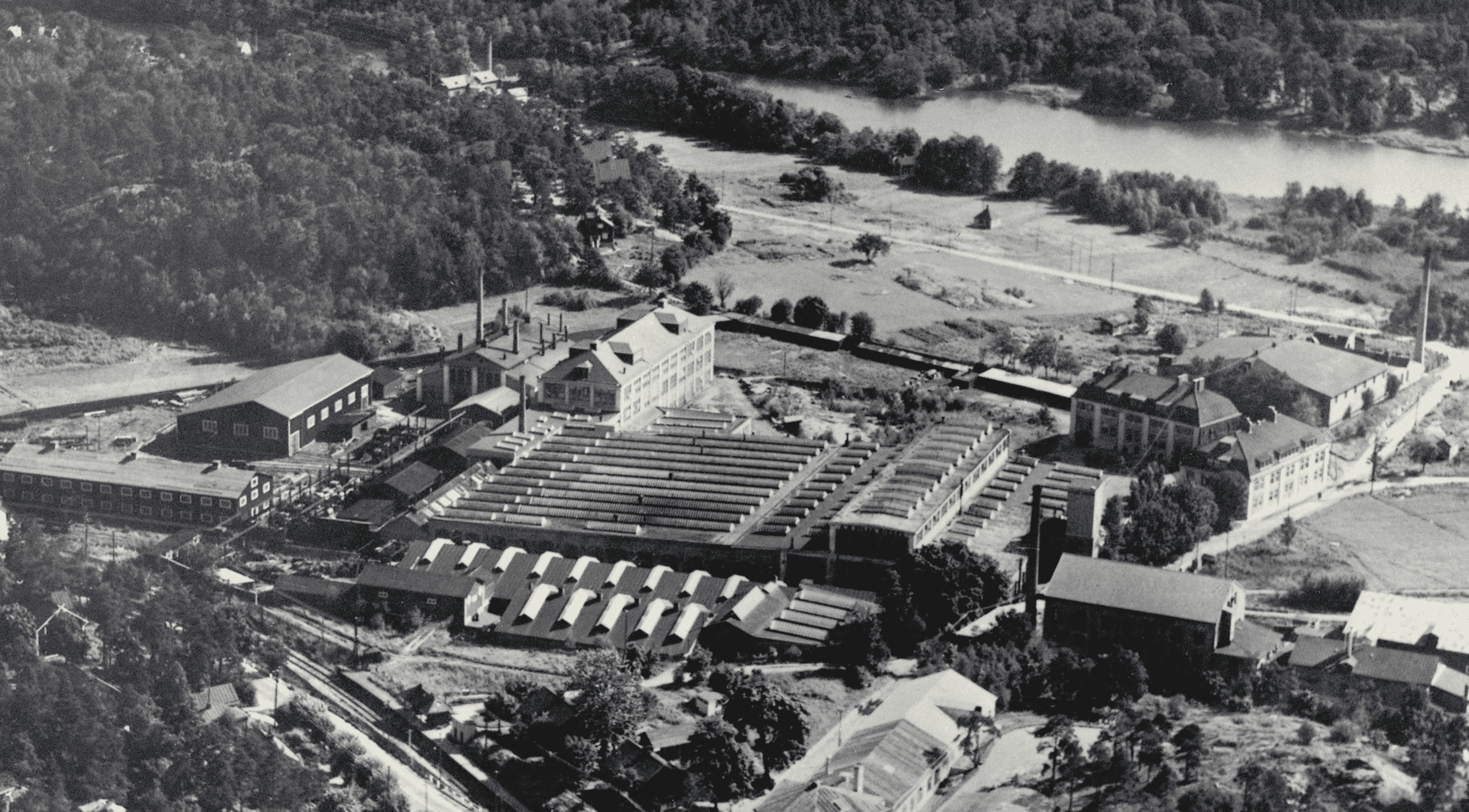
A- och B-hallen på 1930-talet.

A-hallen är den stora, basilikaformade sammansättningshallen som uppfördes 1908-1909 i en stomme av armerad betong och med fasader av tegel. Den invändiga takhöjden blev mellan fem och femton meter. Ursprungligen bestod byggnaden av ett mittskepp och två flankerande sidoskepp.  Omkring åren 1910-1911 förlängdes byggnaden söderut från sju till tolv pelarfack samt breddades med två pelarfack. Den högre delen, mittskeppet, fick belysning med dagsljus dels genom stora fönsterpartier på långsidorna, dels via en lång rad taklanterniner.
År 1914 genomfördes ytterligare tillbyggnader, bland annat en stor verkstadshall åt öster, den så kallade B-hallen (inrymmer idag bland annat Filmstaden Sickla). Planmåtten var då totalt cirka 70 x 120 meter. I hallarnas tak monterades två traverser som kunde lyfta maximalt 30 respektive 25 ton. Tillverkare var Allmänna Svenska Elektriska Aktiebolaget Vesterås (ASEA). En travers är fortfarande bevarad. Här sammansattes och provkördes fartygsdieslar som vid den tiden var en svensk världsprodukt. Dieselmotortillverkning såldes till Nohab i Trollhättan 1948. Tillverkningen i Sickla fanns kvar fram till 1951, den sista dieselmotorn levererades till Slite. 
Därefter inriktades produktionen på tryckluftsmaskiner, främst bergborraggregat och kompressorer. 1956 ändrades företagets namn till Atlas Copco. I början av 1960-talet hade Atlas Copco omkring 2 100 anställda i Sickla. År 1992 flyttades tillverkningen från Nacka till Örebro. Företagets huvudkontor blev dock kvar och lokalerna i Dieselverkstaden hyrdes ut till olika verksamheter. Frågan var om industriområdet skulle rivas eller om man skulle försöka att återanvända byggnaderna för andra ändamål.

## Historiska interiörbilder

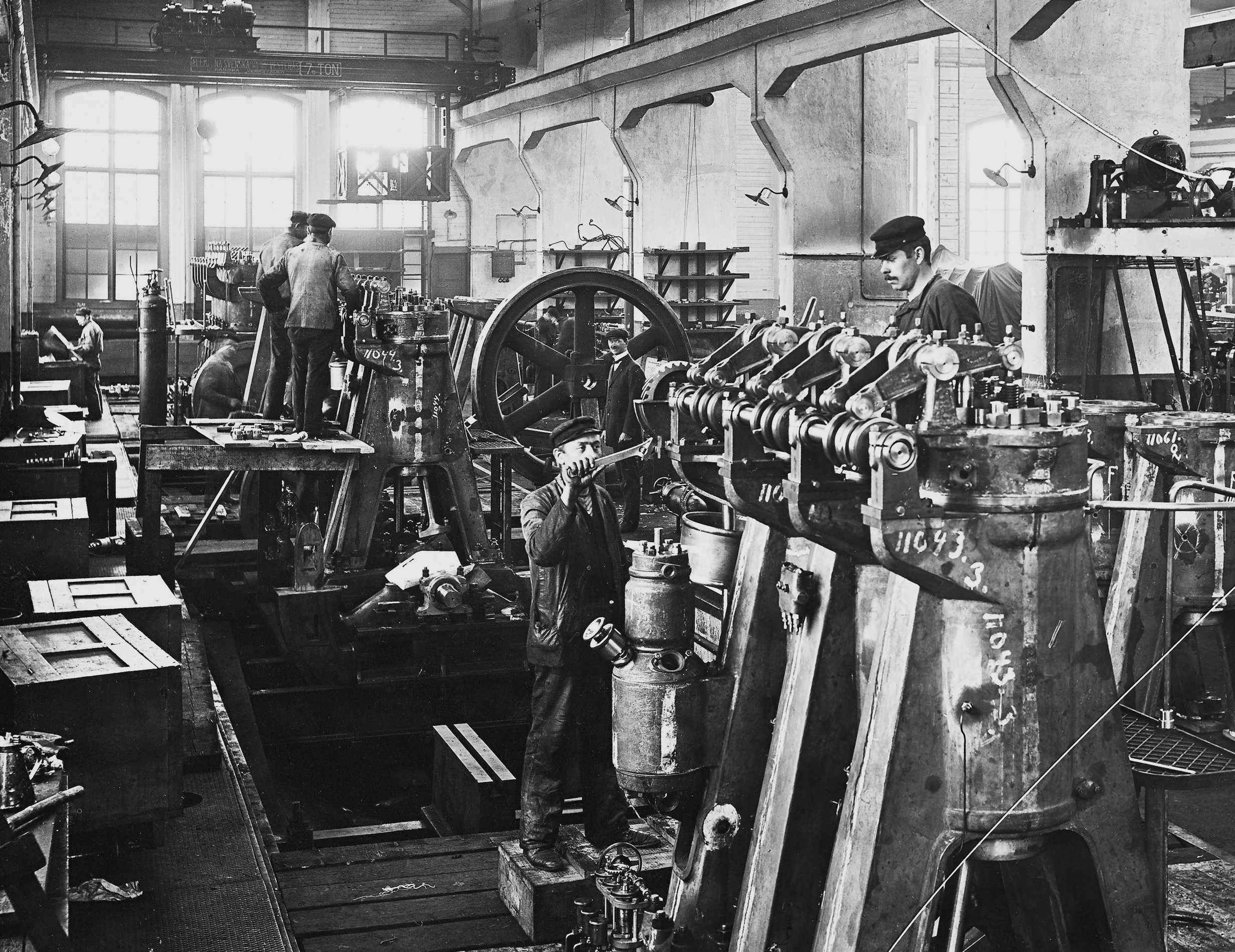
A-hallen, 1912
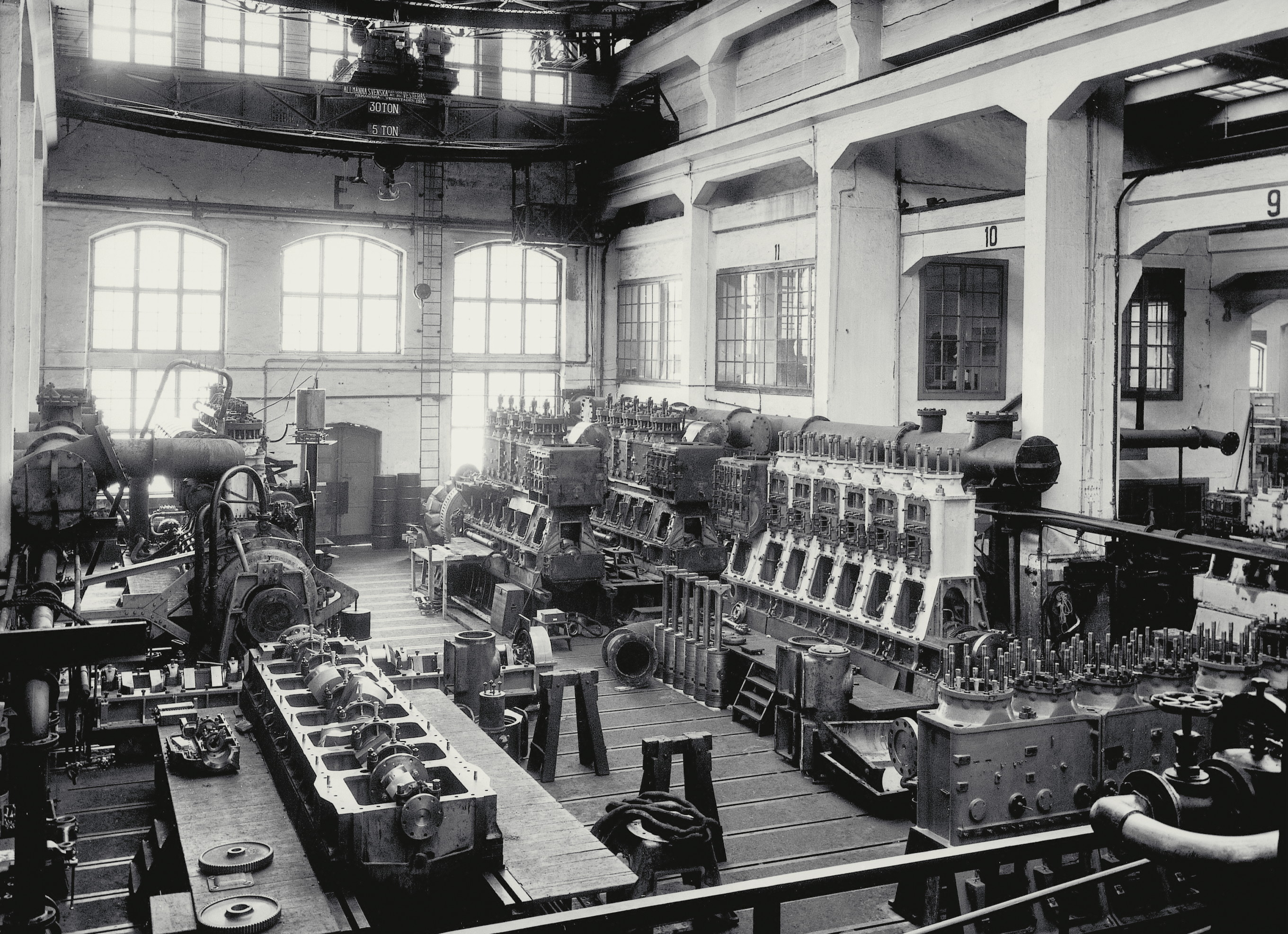
A-hallen, 1937
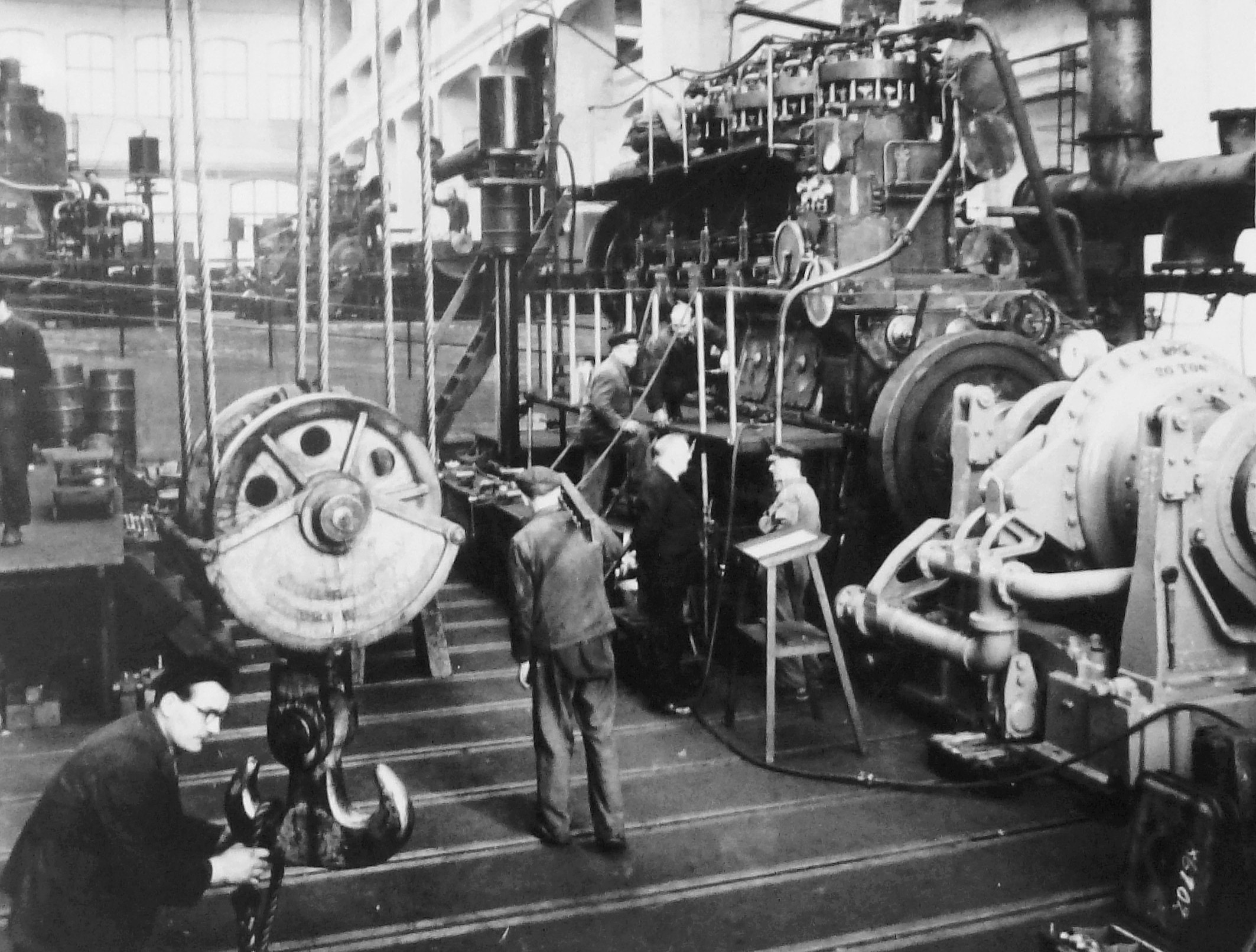
A-hallen, 1940
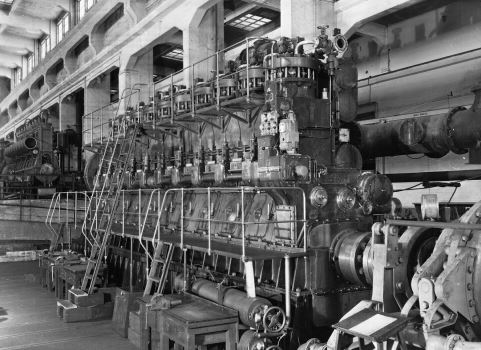
Företagets sista dieselmotor i A-hallen, 1951
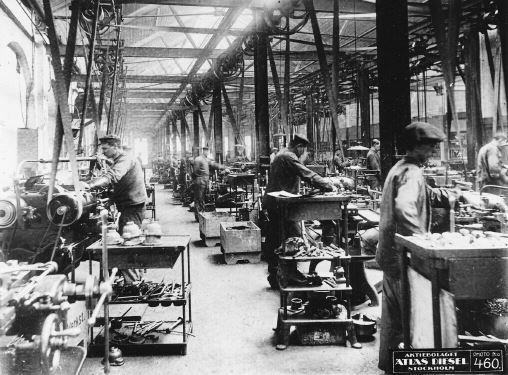
B-hallen, 1920-tal
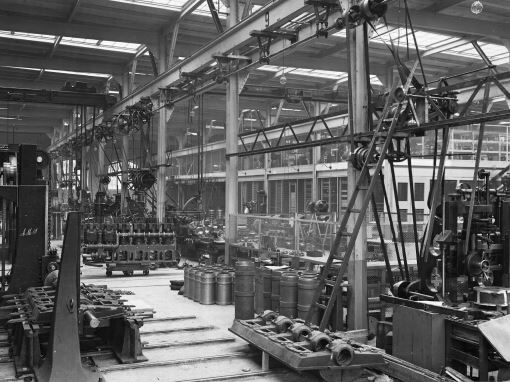
B-hallen, 1931
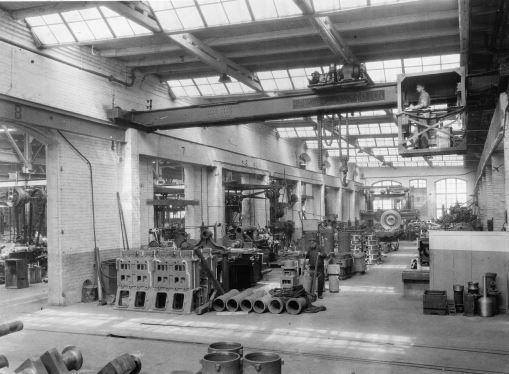
B-hallen, 1931
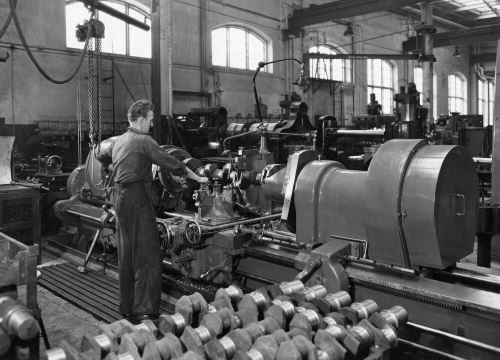
B-hallen, 1950

## Dieselverkstaden
År 1997 förvärvades hela Sickla industriområde av Ljungberggruppen (idag Atrium Ljungberg) som ville omgestalta det gamla industriområdet till ett köpcentrum och en mötesplats för människor. För ombyggnaden av de gamla A- och B-hallarna till ny verksamhet som kulturellt centrum svarade Nyréns arkitektkontor. Anläggningen var då mycket sliten och arkitektens ambition var att återskapa, så långt som möjligt, den ursprungliga byggnadens kvaliteter. 
Fasader, fönster, lanterniner, traverser och framför allt det stora sammansättningshallen bevarades och renoverades. Ombyggnaden började 2001 och i september 2002 invigdes kulturcentrum "Dieselverkstaden" som då även fick sitt nuvarande namn. Idag finns här bland annat Kulturhuset Dieselverkstaden, Nacka konsthall, Dieselverkstadens bibliotek, Klätterverket, Bistro Voltaire och Filmstaden Sickla. Stockholms läns museum flyttade från Dieselverkstaden 2018 efter att ha haft publika lokaler mot Järnvägsgatan sedan 2006.

## Nutida interiörbilder

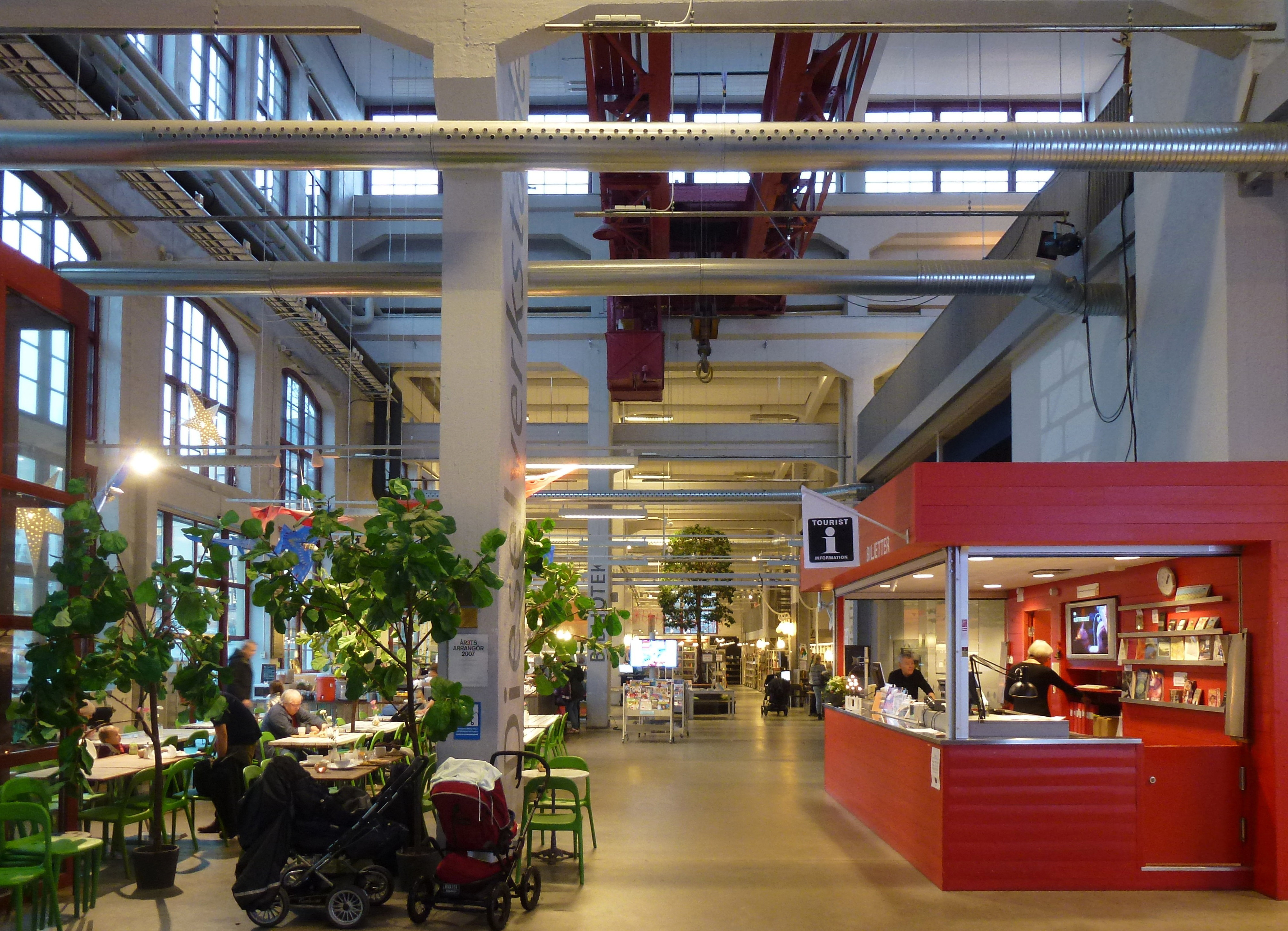
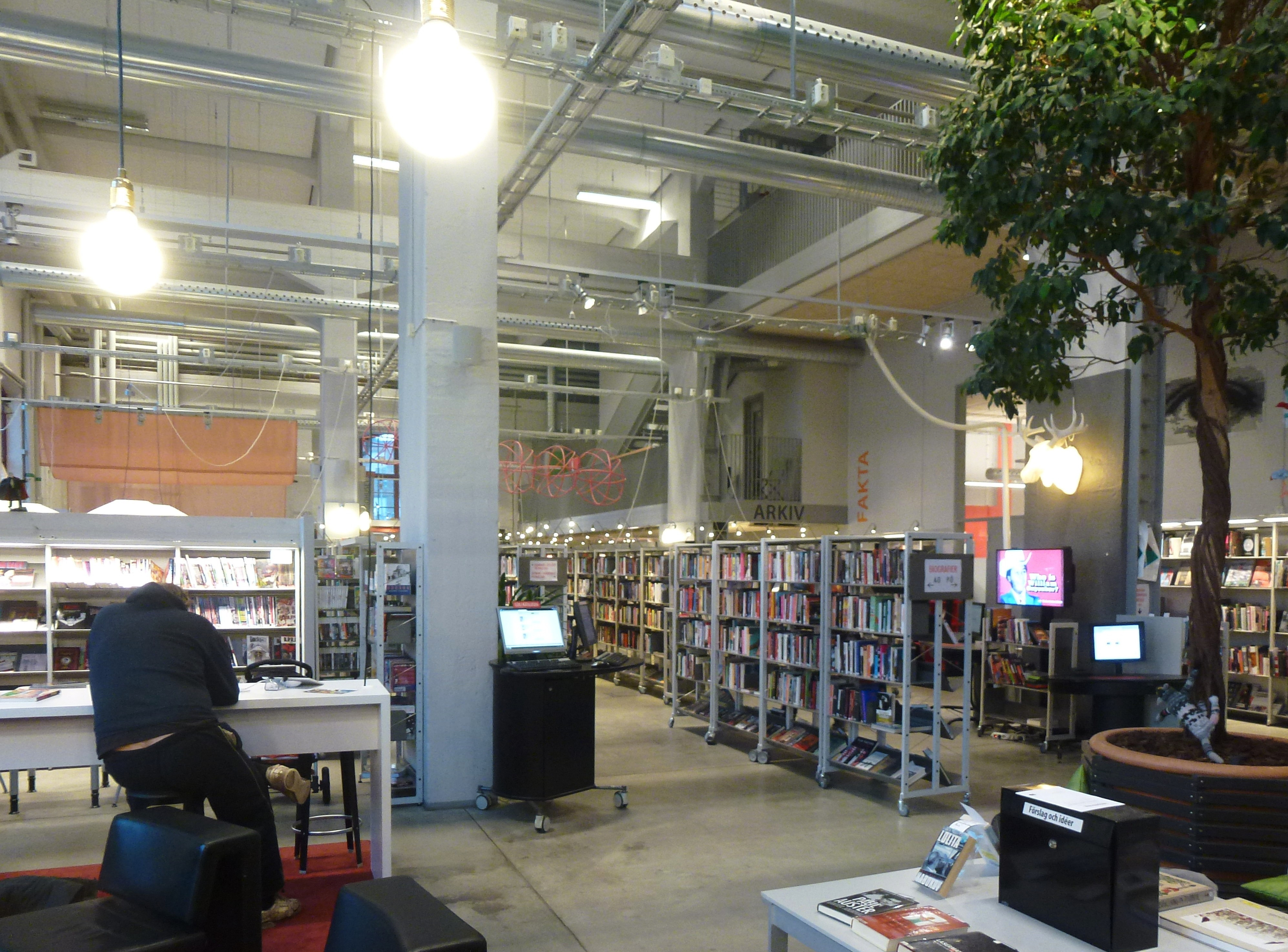
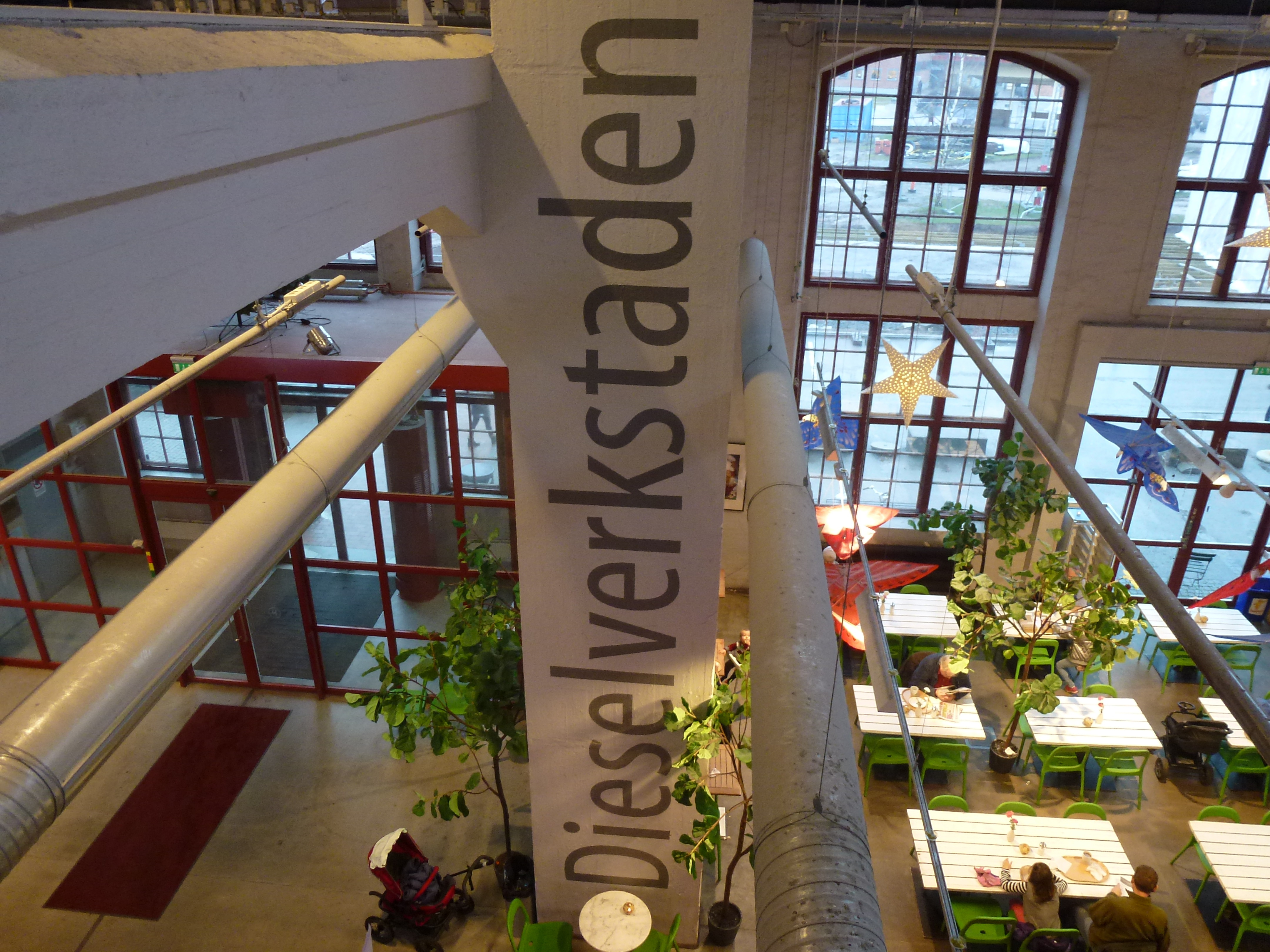
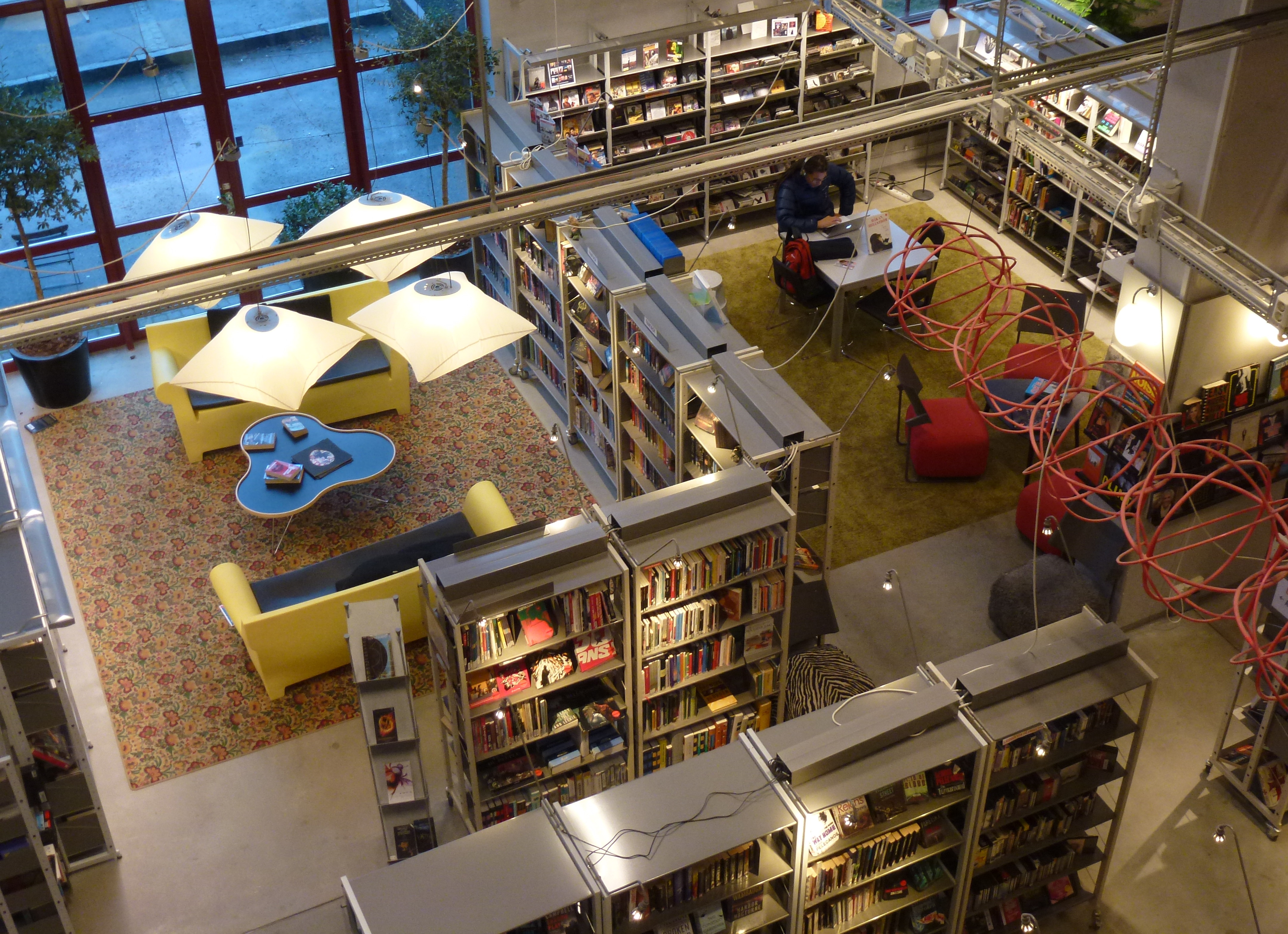
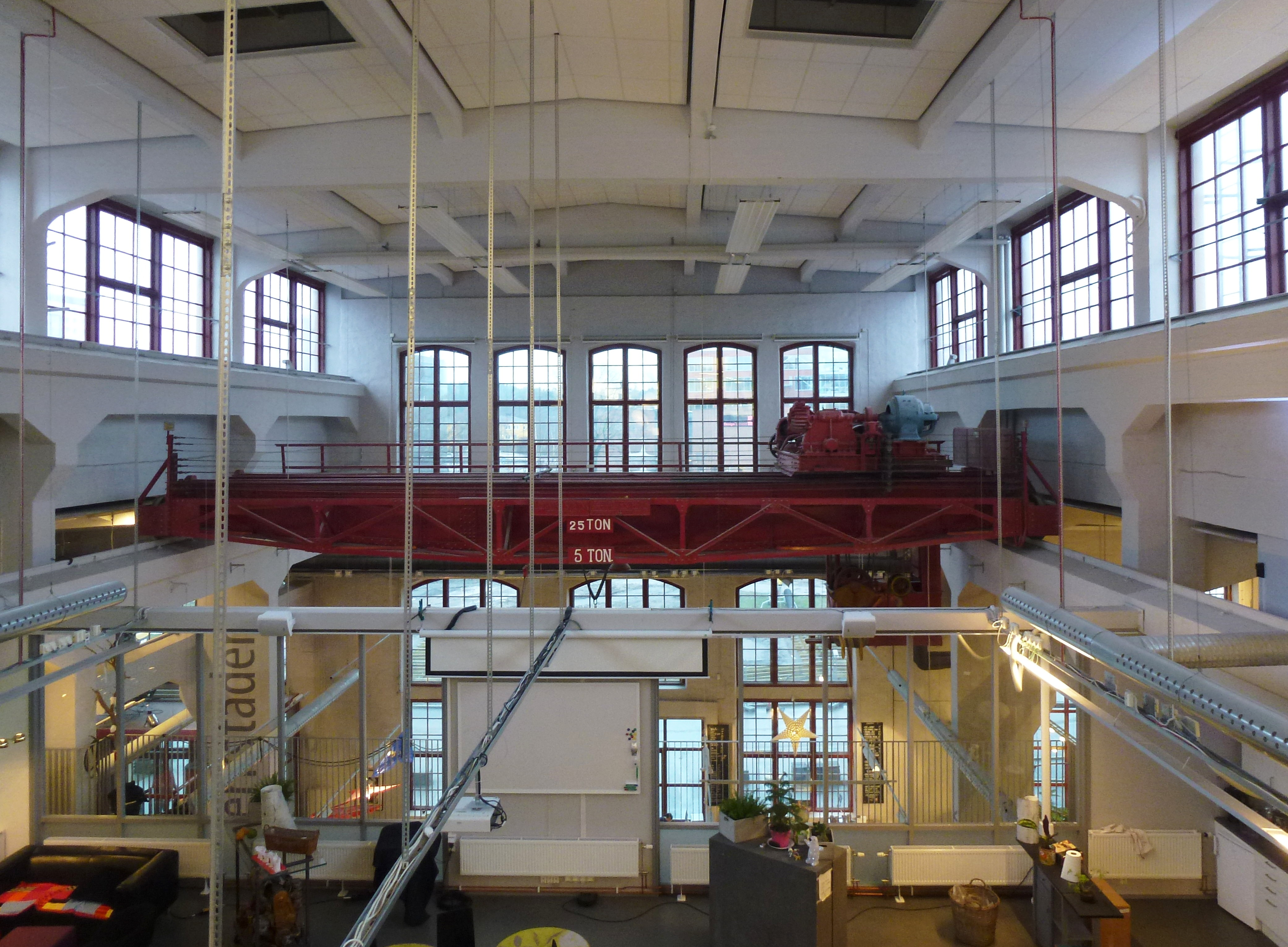
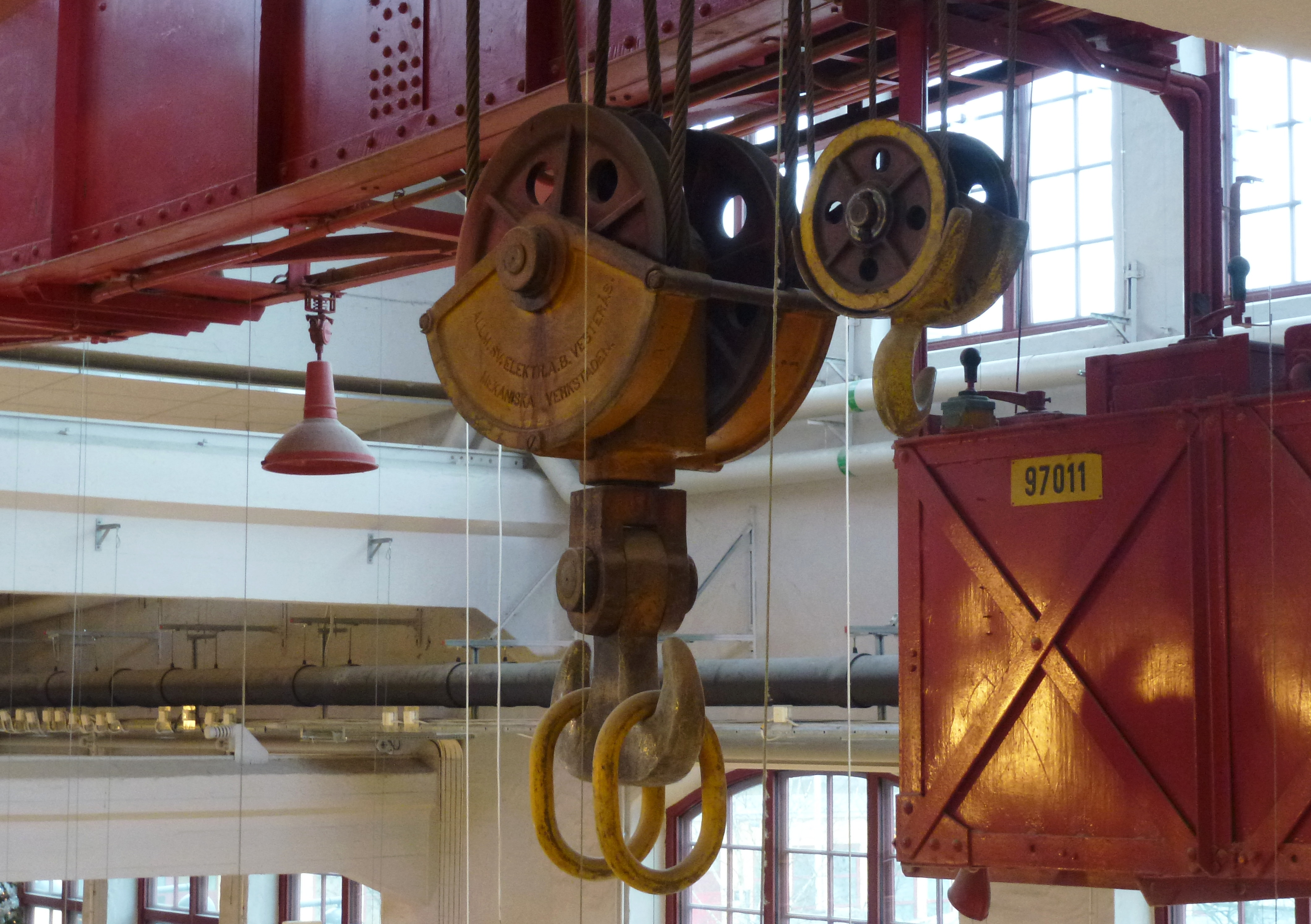
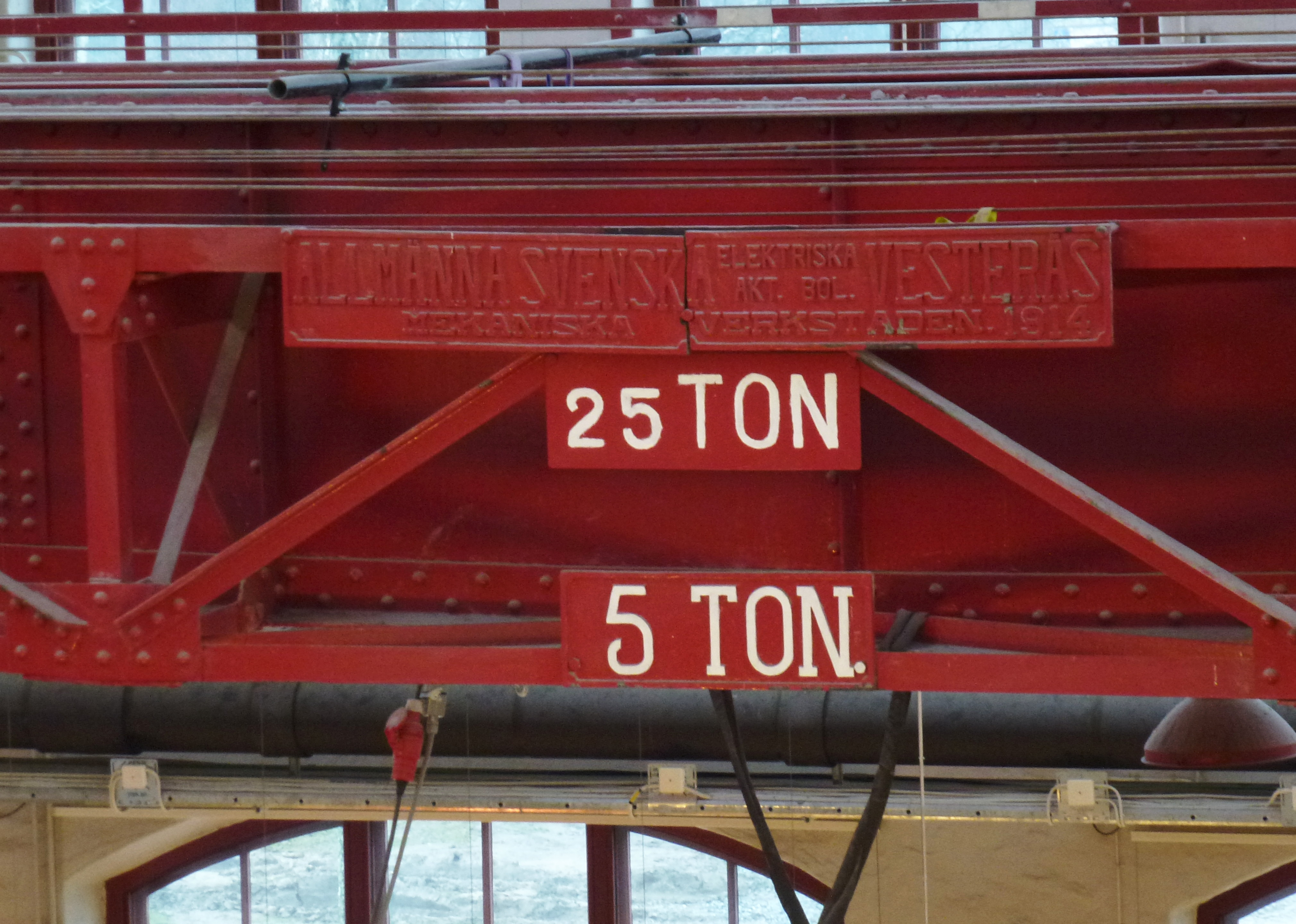
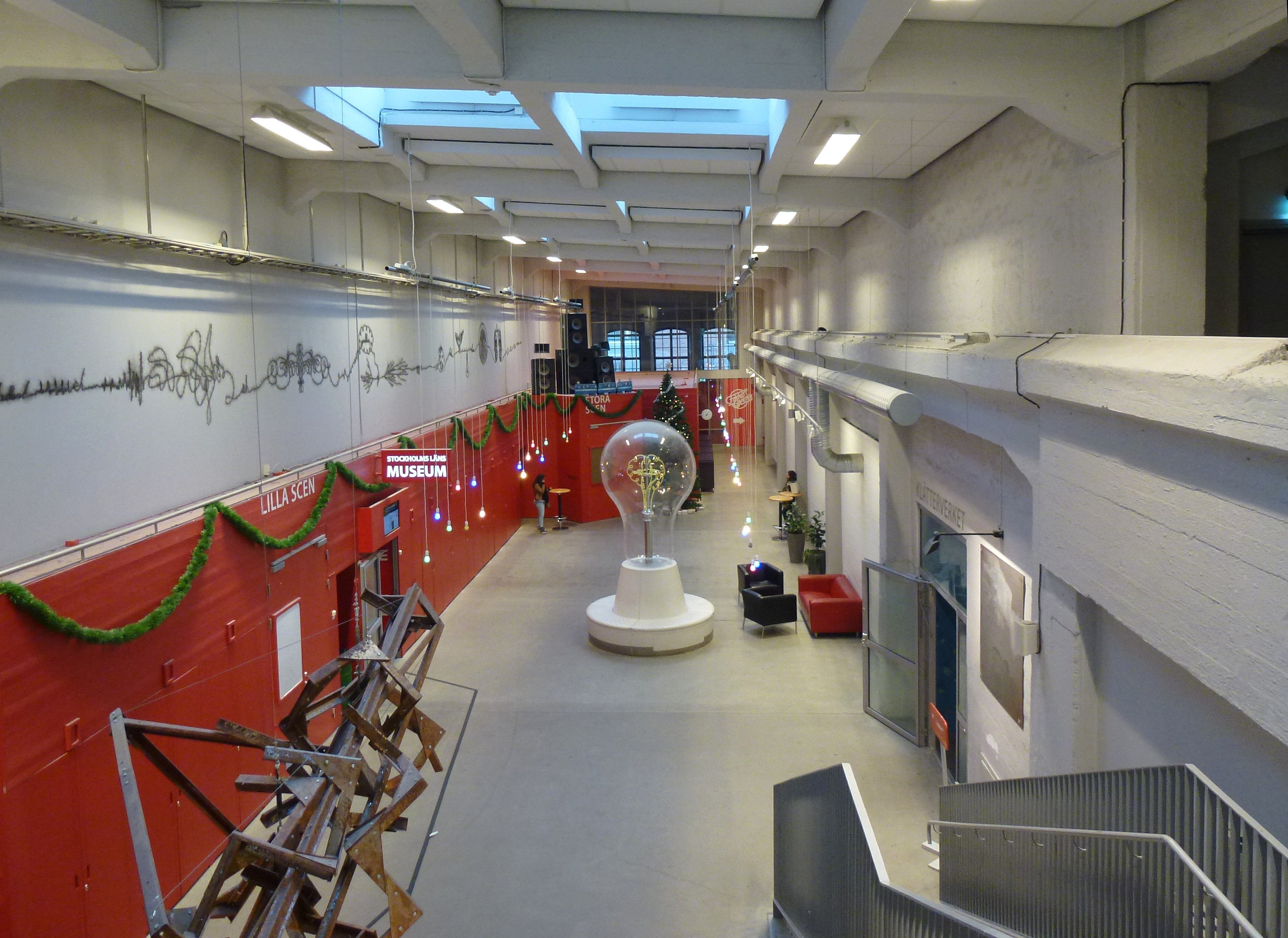